# Открытый чемпионат Швеции по теннису 2012
Открытый чемпионат Швеции по теннису 2012 года — ежегодный профессиональный теннисный турнир в серии ATP 250 для мужчин и международной серии WTA для женщин. Соревнование проходили на грунтовых кортах в Бостаде, Швеция. Мужские соревнования прошли с 9 по 15, женские 16 по 22 июля.
Прошлогодние победители:
- в мужском одиночном разряде —  Робин Сёдерлинг
- в женском одиночном разряде —  Полона Херцог
- в мужском парном разряде —  Роберт Линдстедт и  Хория Текэу
- в женском парном разряде —  Лурдес Домингес Лино и  Мария Хосе Мартинес Санчес

## Соревнования

### Мужчины. Одиночный турнир
Давид Феррер обыграл  Николаса Альмагро со счётом 6-2, 6-2.
- Давид Феррер выигрывает 5й титул в сезоне и 16й за карьеру в основном туре ассоциации.
- Николас Альмагро уступает 2й финал в сезоне и 6й за карьеру в основном туре ассоциации.

### Женщины. Одиночный турнир
Полона Херцог обыграла  Матильду Юханссон со счётом 0-6, 6-4, 7-5.
- Полона Херцог выигрывает оба своих титула в туре ассоциации на бостадских соревнованиях.
- Матильда Юханссон уступает оба своих финала в туре ассоциации и оба раза выигрывает первый сет.

### Мужчины. Парный турнир
Роберт Линдстедт /  Хория Текэу обыграли  Александра Пейю /  Бруно Соареса со счётом 6-3, 7-65.
- Роберт Линдстедт выигрывает 3й титул в сезоне и 15й за карьеру в основном туре ассоциации.
- Хория Текэу выигрывает 3й титул в сезоне и 12й за карьеру в основном туре ассоциации.

### Женщины. Парный турнир
Каталина Кастаньо /  Мариана Дуке Мариньо обыграли  Еву Грдинову /  Мервану Югич-Салкич со счётом 4-6, 7-5, [10-5].
- Колумбийка побеждает на бостадском турнире в этом разряде впервые с 1976 года.